# Elecciones locales de Bogotá de 2011
Las elecciones locales de Bogotá de 2011 se llevaron a cabo el domingo 30 de octubre de 2011 en la ciudad de Bogotá, donde fueron elegidos los siguientes cargos que tomaron posesión el 1 de enero de 2012 para un período de cuatro años:
- Alcalde Mayor.
- Los 45 miembros del Concejo Distrital.
- Los 184 miembros de las Juntas Administradoras Locales de las 20 localidades de la ciudad (entre 7 y 11 por localidad, según su población).

## Legislación
Según la Constitución de Colombia, pueden ejercer su derecho a sufragio los ciudadanos mayores 18 años de edad que no hagan parte de la Fuerza Pública, no estén en un proceso de interdicción, y que no hayan sido condenados. Las personas que se encuentran en centros de reclusión, tales como cárceles o reformatorios, podrán votar en los establecimientos que determine la Registraduría Nacional. La inscripción en el registro civil no es automática, el ciudadano debe dirigirse a la sede regional de la Registraduría para inscribir su identificación personal en un puesto de votación.
La Ley 136 de 1994 establece que para ser elegido alcalde se requiere ser ciudadano colombiano en ejercicio y haber nacido o ser residente del respectivo municipio o de la correspondiente área metropolitana durante un año anterior a la fecha de inscripción o durante un período mínimo de tres años consecutivos en cualquier época. El alcalde se elige por mayoría simple, sin tener en cuenta la diferencia de votos con relación a quien obtenga el segundo lugar. Sin embargo, actualmente se encuentra en trámite en el Congreso de la República un proyecto de reforma constitucional que establece la segunda vuelta para la elección del mandatario de la ciudad.
Está prohibido para los funcionarios públicos del Distrito difundir propaganda electoral a favor o en contra de cualquier partido, agrupación o movimiento político, a través de publicaciones, estaciones de televisión y de radio o imprenta pública, según la Constitución y la Ley Estatutaria de Garantías Electorales. También les está expresamente prohibido acosar, presionar, o determinar, en cualquier forma, a subalternos para que respalden alguna causa, campaña o controversia política.
Los organismos encargados de velar administrativamente por el evento son la Registraduría Nacional del Estado Civil y el Consejo Nacional Electoral.

### Voto en blanco
De acuerdo con la sentencia C-490 de 2011 de la Corte Constitucional de Colombia, que declaró la exequibilidad de la Ley 1475 (Reforma Política), el voto en blanco es «una expresión política de disentimiento, abstención o inconformidad, con efectos políticos» y agrega que «el voto en blanco constituye una valiosa expresión del disenso a través del cual se promueve la protección de la libertad del elector. Como consecuencia de este reconocimiento la Constitución le adscribe una incidencia decisiva en procesos electorales orientados a proveer cargos unipersonales y de corporaciones públicas de elección popular».

De acuerdo con el artículo 9 del Acto Legislativo 01 de 2009, en caso de victoria del voto en blanco, 
"Deberá repetirse por una sola vez la votación para elegir miembros de una corporación pública, gobernador, alcalde o la primera vuelta en las elecciones presidenciales, cuando el total de los votos válidos, los votos en blanco constituyan la mayoría. Tratándose de elecciones unipersonales no podrán presentarse los mismos candidatos, mientras que en las corporaciones públicas no se podrán presentar a las nuevas elecciones las listas que no hayan alcanzado el umbral". 
Según lo anterior, si en la repetición de las votaciones llegara a ganar nuevamente el voto en blanco, quedaría como ganador el candidato que alcanzó la mayoría de votos válidos en el certamen electoral. Por lo cual, se elegirá el segundo puesto en votos. La Corte Constitucional, en sentencia C-490 de 2011 declaró inexequible la norma de la Reforma Política que ordenaba repetir elecciones «cuando el voto en blanco obtenga más votos que el candidato o lista que haya sacado la mayor votación» y en consecuencia la mayoría necesaria para repetir la elección es mayoría absoluta, es decir el 50% más 1 de los votos válidos, y no mayoría simple.

## Alcaldía Mayor
El 30 de octubre fue elegido alcalde de la ciudad Gustavo Petro, cuyo mandato comenzó el 1 de enero de 2012 y terminó el 31 de diciembre de 2015. De 4'904.572 de votos potenciales, 2.324.885 participaron, recibiendo Gustavo Petro la mayor votación con 732.308, es decir el 32,16%, mientras que su contrincante más cercano, Enrique Peñalosa, logró 559.307 es decir el 24,93% de los votos, y Gina Parody ocupó el tercer lugar con 375.574 votos, o sea el 16,74%.
En su discurso, el alcalde electo Gustavo Petro señaló que pese a las diferencias "trabajará de la mano con el gobierno de Juan Manuel Santos", resaltó el pluralismo de la ciudad, señaló que aplicará promesas realizadas durante su campaña, como la implementación del consumo mínimo vital de agua o la apertura del hospital San Juan de Dios, y que pondrá en práctica en la ciudad la Ley de Víctimas, expresando que en el país "la paz y la reconciliación son posibles". Enrique Peñalosa reconoció su derrota y felicitó a Gustavo Petro, Gina Parody anunció que hará una veeduría a la gestión del alcalde electo y asimismo lo felicitó, lo mismo que los candidatos Carlos Fernando Galán y David Luna.

## Concejo Distrital
La votación para la conformación del Concejo Distrital arrojó los siguientes resultados
| Partido                                      | Tipo                 | Votos   | %     | Curules |
| -------------------------------------------- | -------------------- | ------- | ----- | ------- |
| Partido Social de Unidad Nacional            | Preferente           | 302.736 | 15,04 | 8 (+1)  |
| Progresistas                                 | Preferente           | 301.447 | 14,97 | 8 (+8)  |
| Partido Cambio Radical                       | Preferente           | 271.135 | 13,47 | 7 (-4)  |
| Partido Liberal Colombiano                   | Preferente           | 221.001 | 10,98 | 6       |
| Partido Verde                                | Preferente           | 197.671 | 9,82  | 5 (+4)  |
| Polo Democrático Alternativo                 | Preferente           | 136.611 | 6,78  | 4 (-7)  |
| Partido Conservador Colombiano               | Preferente           | 109.958 | 5,49  | 3       |
| Movimiento "MIRA"                            | No Preferente        | 75.085  | 3,41  | 2       |
| Partido de Integración Nacional              | Preferente           | 40.701  | 2,08  | 1 (+1)  |
| Partido Alianza Social Independiente         | No Preferente        | 34.392  | 1,56  | 1 (+1)  |
| Movimiento Autoridades Indígenas de Colombia | Preferente           | 14.112  | 0,71  | 0       |
| Movimiento de Inclusión y Oportunidades      | No Preferente        | 1.616   | 0,08  | 0       |
| Votos blancos                                | Votos blancos        | 303.833 | 15,30 | 15,30   |
| Votos nulos                                  | Votos nulos          | 133.628 | 6,01  | 6,01    |
| Tarjetas no marcadas                         | Tarjetas no marcadas | 101.781 | 4,58  | 4,58    |

## Encuestas
| Fecha                    | Instituto                      | Candidato             | Candidato  | Candidato      | Candidato   | Candidato        | Candidato     | Candidato      | Candidato                   | Candidato       | Candidato     |
| Fecha                    | Instituto                      | Carlos Fernando Galán | David Luna | Antanas Mockus | Gina Parody | Enrique Peñalosa | Gustavo Petro | Voto en blanco | Indeciso (Ns/Nr) V. Ninguno | Margen de error | Fuente        |
| ------------------------ | ------------------------------ | --------------------- | ---------- | -------------- | ----------- | ---------------- | ------------- | -------------- | --------------------------- | --------------- | ------------- |
| 5 de junio de 2011       | Ipsos - Napoleón Franco        | 9%                    | 8%         | 11%            | 9%          | 16%              | 11%           | 10%            | 15%                         | 4.5%            | [ 10 ]        |
| 18 de junio de 2011      | Datexco Company S.A.           | 7,2%                  | 7,2%       | -              | 9,4%        | 24,8%            | 12,7%         | -              | 22.8%                       | 2.9 %           | [ 11 ]        |
| 3 de julio de 2011       | Cifras & Conceptos             | 8,9%                  | 3%         | 6,4%           | 4%          | 14,2%            | 14,5%         | 23%            | 15,6%                       | 4,2%            | [ 12 ] [ 13 ] |
| 6 de julio de 2011       | Centro Nacional de Consultoría | 7%                    | 5%         | -              | 13%         | 20%              | 17%           | 1%             | 27%                         | -               | [ 14 ]        |
| 10 de julio de 2011      | Ipsos - Napoleón Franco        | 7%                    | 5%         | -              | 18%         | 22%              | 20%           | -              | -                           | 4%              | [ 15 ] [ 16 ] |
| 22 de julio de 2011      | Datexco                        | 8,3%                  | 8,7%       | 7,7%           | 8,3%        | 15,6%            | 16,9%         | -              | 16,6%                       | 3,78%           | [ 17 ]        |
| 22 de julio de 2011      | Centro Nacional de Consultoría | 6%                    | 8%         | 12%            | 12%         | 23%              | 18%           | 3%             | 10%                         | -               | [ 18 ]        |
| 29 de julio de 2011      | Datexco                        | 11,1%                 | 12,2%      | -              | 6,5%        | 23,6%            | 21,1%         | -              | 11%                         | 3.7%            | [ 19 ]        |
| 1 de agosto de 2011      | Centro Nacional de Consultoría | 10%                   | 7%         | 13%            | 10%         | 25%              | 16%           | -              | -                           | 4%              | [ 20 ]        |
| 14 de agosto de 2011     | Datexco                        | 12,99%                | 5,27%      | 14,58%         | 9,61%       | 14,71%           | 16,4%         | -              | 23,19%                      | 3,7%            | [ 21 ] [ 22 ] |
| 17 de agosto de 2011     | Centro Nacional de Consultoría | 9%                    | 6%         | 13%            | 8%          | 24%              | 19%           | 5%             | -                           | 4%              | [ 23 ]        |
| 17 de agosto de 2011     | Napoleón Franco                | 6%                    | 6%         | 12%            | 9%          | 22%              | 22%           | -              | 23,19%                      | 3,7%            | [ 23 ]        |
| 1 de septiembre de 2011  | Centro Nacional de Consultoría | 10%                   | 7%         | 12%            | 11%         | 22%              | 17%           | -              | 11%                         | 3,09%           | [ 24 ]        |
| 15 de septiembre de 2011 | Centro Nacional de Consultoría | 9%                    | 9%         | 13%            | 9%          | 21%              | 19%           | 4%             | 9%                          | 2,55%           | [ 25 ]        |
| 16 de septiembre de 2011 | Datexco                        | 12,9%                 | 9,8%       | 10.8%          | 9,9%        | 16,3%            | 17,8%         | -              | 8,8%                        | 3,89%           | [ 26 ]        |
| 19 de septiembre de 2011 | Gallup                         | 10%                   | 7%         | 14%            | 11%         | 19%              | 25%           | 6%             | 2%                          | 4%              | [ 27 ]        |
| 23 de septiembre de 2011 | Centro Nacional De Consultoría | 9%                    | 8%         | 11%            | 9%          | 19%              | 26%           | 4%             | 8%                          | 5%              | [ 28 ]        |
| 27 de septiembre de 2011 | Cifras y Conceptos             | 11,9%                 | 7,2%       | 9%             | 7,9%        | 13,8%            | 19,8%         | 12,3%          | 14%                         | 3,7%            | [ 29 ]        |
| 27 de septiembre de 2011 | Centro Nacional de Consultoría | 10%                   | 6%         | 12%            | 10%         | 17%              | 26%           | 8%             | 5%                          | 3,35%           | [ 30 ]        |
| 1 de octubre de 2011     | Datexco                        | 8,3%                  | 5,8%       | 15,3%          | 13,4%       | 20,9%            | 16,4%         | -              | 16,6%                       | 2,83%           | [ 31 ]        |
| 3 de octubre de 2011     | Centro Nacional de Consultoría | 10%                   | 8%         | -              | 17%         | 19%              | 28%           | -              | -                           | 4%              | [ 32 ] [ 33 ] |
| 6 de octubre de 2011     | Datexco                        | 10,4%                 | 6,9%       | -              | 14,1%       | 20,9%            | 18%           | -              | -                           | 2,83%           | [ 34 ]        |
| 7 de octubre de 2011     | Gallup                         | 11%                   | 8%         | -              | 18%         | 21%              | 24%           | 6%             | 4%                          | 4%              | [ 35 ]        |
| 10 de octubre de 2011    | Ipsos - Napoleón Franco        | 8%                    | 5%         | -              | 15%         | 23%              | 19%           | 9%             | 16%                         | 4%              | [ 36 ]        |
| 12 de octubre de 2011    | Centro Nacional de Consultoría | 13%                   | 6%         | -              | 16%         | 22%              | 23%           | 11%            | 1%                          | 3,99%           | [ 37 ]        |
| 19 de octubre de 2011    | Gallup                         | 10%                   | 7%         | -              | 18%         | 21%              | 27%           | 6%             | 2%                          | 5%              | [ 38 ]        |
| 21 de octubre de 2011    | Ipsos - Napoleón Franco        | 9%                    | 4%         | -              | 17%         | 19%              | 22%           | 6%             | 20%                         | 4%              | [ 39 ] [ 40 ] |
| 26 de octubre de 2011    | Datexco                        | 13%                   | 2,9%       | -              | 19,8%       | 18,4%            | 25,8%         | -              | 16,4%                       | 2,83%           | [ 41 ] [ 42 ] |
| 27 de octubre de 2011    | Centro Nacional de Consultoría | 14%                   | 5%         | -              | 15%         | 21%              | 30%           | 3%             | 8%                          | 3,2%            | [ 43 ]        |
| 27 de octubre de 2011    | Gallup                         | 14,1%                 | 5,2%       | -              | 17%         | 18,8%            | 28,8%         | 7%             | 4%                          | 4,8%            | [ 44 ]        |
| 29 de octubre de 2011    | Gallup                         | 3,1%                  | 8%         | -              | 20,2%       | 21,3%            | 36,7%         | 5%             | 5,1%                        | 5,4%            | [ 45 ] [ 46 ] |